# Muzoon Almellehan

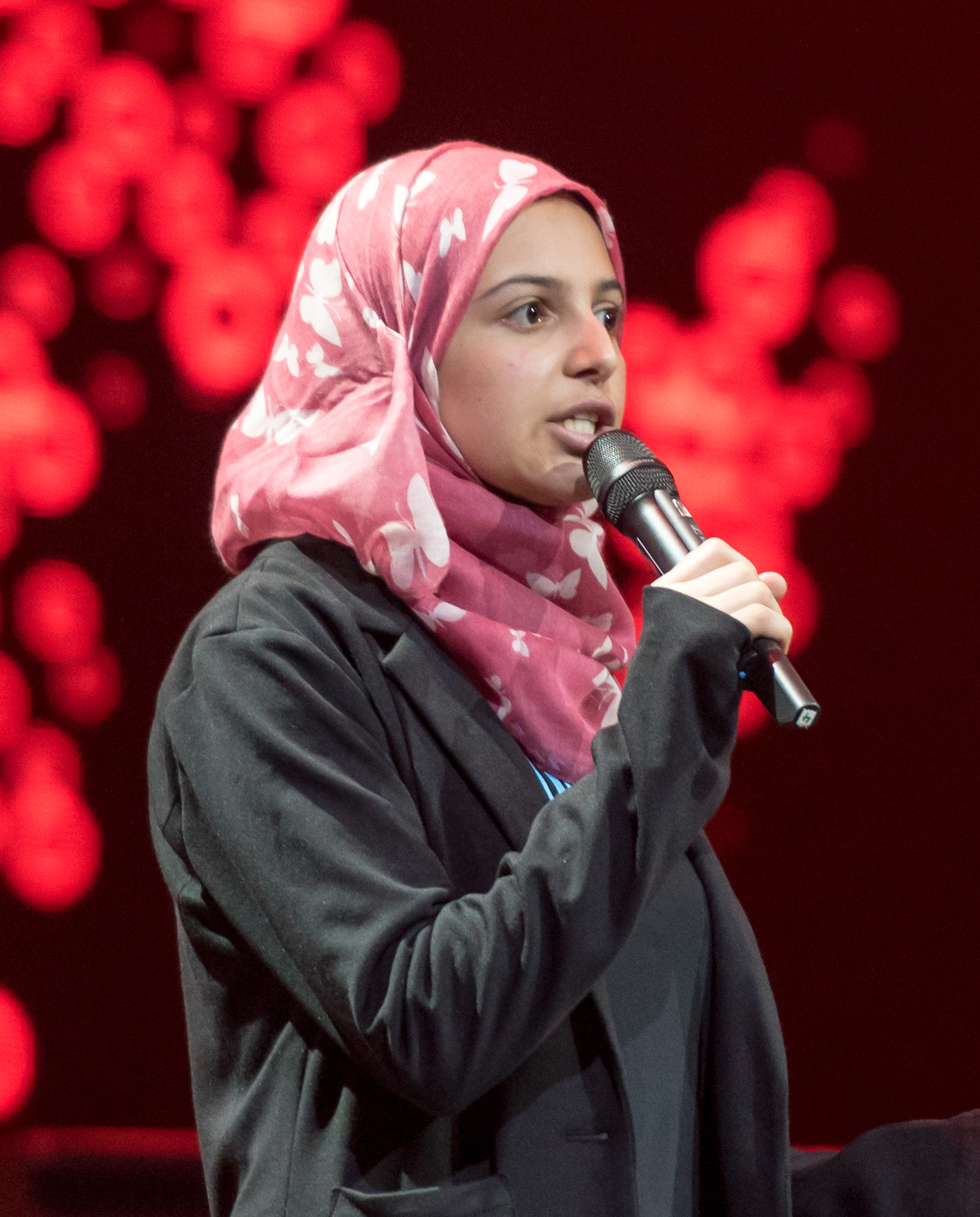
Muzoon Almellehan bei dem Global Citizen Festival in Hamburg (2017)

Muzoon Almellehan (arabisch مزون المليحان, DMG Muzūn al-Mulaiḥān; * 16. April 1999 in Darʿā) ist eine syrische Bildungs-Aktivistin und ein Flüchtling, die in das Vereinigte Königreich umsiedelte. Sie setzt sich dafür ein, syrische Mädchen in der Schule zu halten und wird als „Malala von Syrien“ bezeichnet. Im Juni 2017 wurde sie zur jüngsten GoodWill-Botschafterin von UNICEF.

## Biografie
Almellehan wurde am 16. April 1999 als Kind von Eman und Rakan Almellehan geboren und wuchs in der syrischen Stadt Darʿā auf. Sie hat zwei Brüder und eine Schwester und ist die Älteste ihrer Geschwister.
Nach Ausbruch des syrischen Bürgerkriegs 2011 wurde ihre Stadt von der Regierung belagert. Als die Kämpfe Anfang 2014 heftiger wurden, zog ihre Familie nach Jordanien und lebte dort drei Jahre lang in Flüchtlingslagern. Die Familie Almellehan war gezwungen, mehrmals umzuziehen. Als ihre Familie zum ersten Mal aus Darʿā floh, um in den jordanischen Flüchtlingslagern Zuflucht zu finden, nahm sie nur ihre Bücher mit, weil Bildung für sie das Wichtigste war. Das erste Lager, in dem sie lebten, war Zaatari, von wo aus sie nach Azraq, einem anderen jordanischen Lager, umzogen. Dort erhielt ihre Familie Angebote, nach Kanada oder Schweden zu ziehen. Almellehans Vater lehnte diese aus logistischen Gründen ab. Almellehan konnte in den Flüchtlingslagern zu Schule gehen, wofür sie sehr dankbar war.
Almellehan verhandelte später den Umzug ihrer Familie in das Vereinigte Königreich im Rahmen eines im September 2015 von David Cameron angekündigten Plans, wonach die britische Regierung 20.000 syrische Flüchtlinge aufnehmen wollte. Zweieinhalb Monate später wurde die Familie als einer der ersten syrischen Flüchtlinge, die im Vereinigten Königreich aufgenommen wurden, nach Newcastle gebracht. Die Almellehan-Kinder wurden in einer örtlichen Schule eingeschult. Almellehan war eines von neun Flüchtlingskindern an der Kenton School und hat ihr Interesse bekundet, Journalistin zu werden. Sie gab an, dass es ihr schwer fiel, sich an die lokale Variante der englischen Sprache anzupassen.

## Aktivismus
Die Tatsache, dass die Hälfte der 40 Mädchen in ihrer Klasse in Zaatari die Schule abbrach, um zu heiraten, veranlasste Almellehan, sich für die Bildung von Mädchen einzusetzen. Obwohl Kinderheirat in Syrien nicht besonders verbreitet ist, hat sie nach Beginn des Bürgerkriegs dramatisch zugenommen. Almellehan versuchte Eltern davon zu überzeugen, ihre Kinder, insbesondere Mädchen, in Flüchtlingsschulen zu lassen, anstatt sie früh zu verheiraten. Sie versuchte auch, die Kinder davon zu überzeugen in der Schule zu bleiben um Kinderheirat zu verhindern.
Almellehan ist mit Malala Yousafzai befreundet, die sie 2014 kennenlernte, als Yousafzai das Flüchtlingslager besuchte, in dem Almellehan wohnte. Yousafzai lud Almellehan später zu der Zeremonie ein, bei der sie den Friedensnobelpreis erhielt. Yousafzai besuchte auch Almellehan bei ihrer Ankunft im Vereinigten Königreich. Almellehans Aktivismus wurde in einer Reihe von Ländern anerkannt und hat ihr den Beinamen „Malala von Syrien“ eingebracht. In 2015 wurde sie in die Liste BBC's 100 Women aufgenommen.
Am 16. Oktober 2017 reiste Muzoon zum ersten Mal nach ihrer Migration wieder nach Jordanien, um die Schülerinnen und Schüler des Landes zu treffen, zu unterstützen und ihnen zu helfen, die auch unter den schwierigsten Umständen entschlossen waren, Bildung zu erlangen.
2017 wurde Almellehan die jüngste GoodWill-Botschafterin von UNICEF. Im selben Jahr bekam sie den Glamour Women of the Year Award. Sie vertrat UNICEF auf dem G20-Gipfel in Hamburg, wo sie die Stimme vor drei Millionen Menschen erhob, die sich für Flüchtlings- und Migrantenkinder einsetzen. 2018 sprach sie auf der „Global Conflict, Human Impact“ Konferenz in Belfast. In den darauffolgenden Jahren reiste sie Städte wie Brüssel, Genf, Dublin oder New York, um an hochrangigen und internationalen Konferenzen teilzunehmen und sich für die Bildung von Flüchtlings- und Migrantenkinder einzusetzen.

## Auszeichnungen
- 2015: BBC's 100 Women
- 2017: Glamour Women of the Year Award
- 2020: Dresden-Preis